# Navio de bateria central

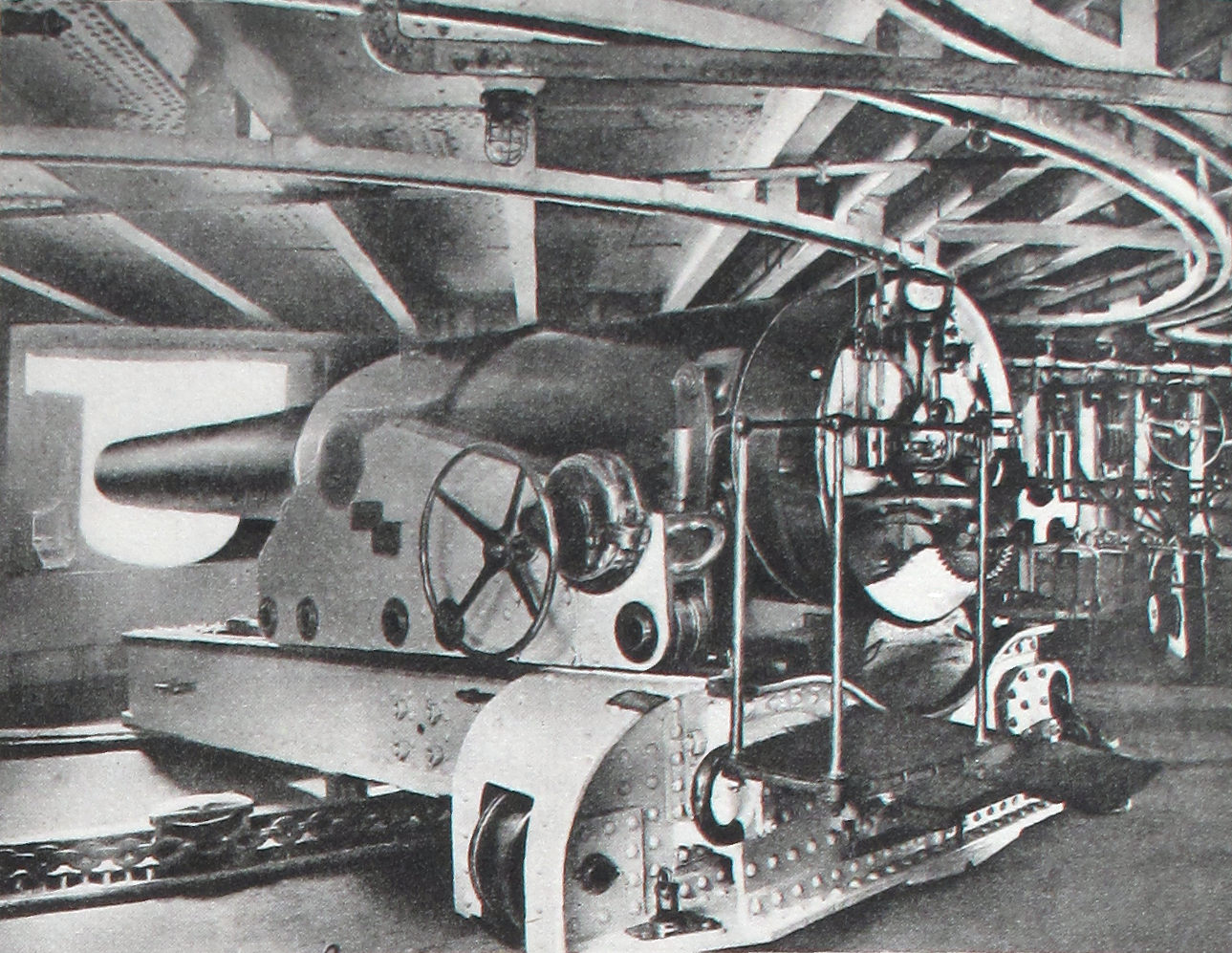
Modelo de canhão de 24 cm de 1884 num encouraçado

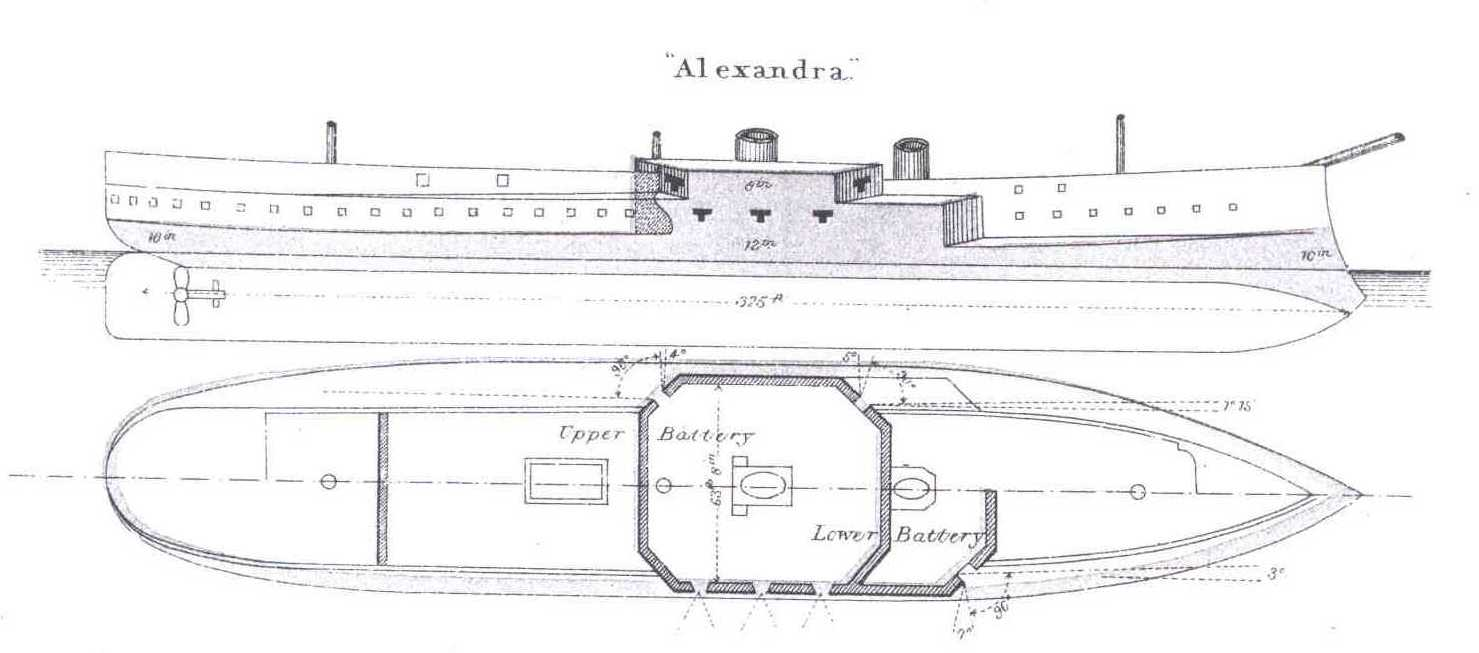
Projeto do

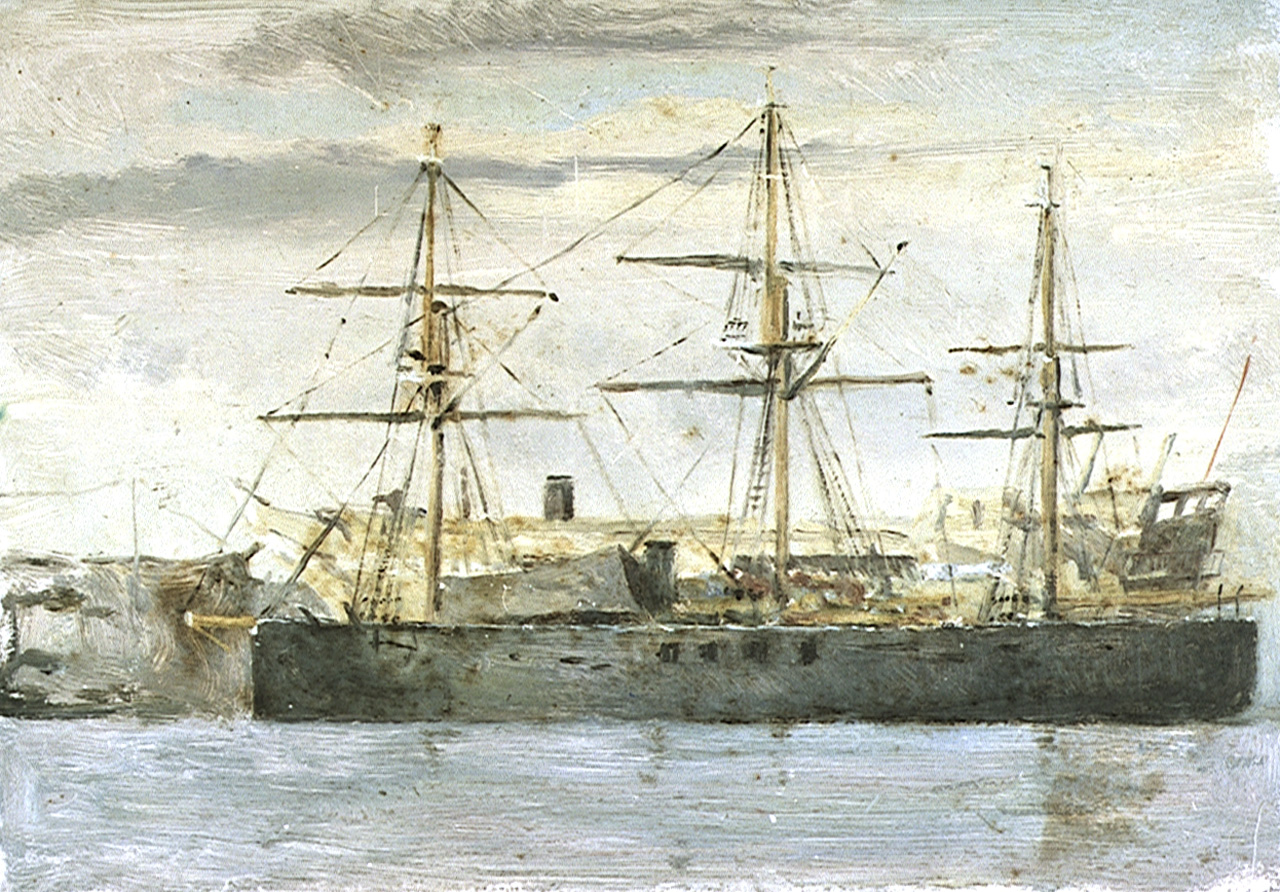
Navio de bateria central blindada da Marinha Real ancorada, por volta de 1860

O navio de bateria central, também conhecido como navio de bateria de centro no Reino Unido e como navio casamata nas marinhas continentais europeias, foi um desenvolvimento dos encouraçados altos (borda livre) da década de 1860, que recebeu um impulso substancial devido à inspiração que ganhou na Batalha de Hampton Roads, a primeira batalha entre encouraçados travada em 1862 durante a Guerra Civil Americana. Um dos participantes foi o navio casamata confederado CSS Virginia, essencialmente um navio de bateria central, embora uma de borda livre baixa. Os navios de bateria centrais tinham os seus canhões principais concentrados no meio do navio numa cidadela blindada. A concentração de armamento no meio dos navios significava que o navio poderia ser mais curto e mais prático do que os navios mais largos ou compridos, como os navios de guerra anteriores. Desta forma, o projeto poderia maximizar a espessura da armadura numa área limitada, ao mesmo tempo em que carregava uma lateral significativa. Esses navios significaram o fim das fragatas blindadas construídas com um convés repleto de canhões.
No Reino Unido, o homem por trás do projeto foi o recém-nomeado Construtor Chefe da Marinha Real, Edward James Reed. Os designs ironclad anteriores da Marinha Real, representados pelo HMS Warrior, provaram ser navegáveis, rápidos sob o poder e a vela, mas sua armadura poderia ser facilmente penetrada por armas mais modernas. O primeiro navio-bateria central foi o HMS Bellerophon de 1865. A Grã-Bretanha construiu um total de 18 navios-bateria centrais antes que as torres se tornassem comuns em navios de borda-livre alta na década de 1880.
O segundo navio-bateria central britânico, HMS Hercules, serviu de modelo para a marinha austríaca, começando com seu primeiro projeto SMS Lissa projetado por Josef von Romako e lançado em 1871. O austríaco SMS Kaiser foi construído ao longo de um projeto semelhante, embora o casco tivesse sido convertido de um navio de madeira e fosse um pouco menor (5 800 toneladas). O projeto da bateria central austríaca foi levado adiante com SMS Custoza e SMS Erzherzog Albrecht, que tinham casamatas de dois andares; depois de estudar a Batalha de Lissa, Romako projetou essas armas para que mais armas pudessem disparar. O maior projeto já foi SMS Tegetthoff, mais tarde renomeado para SMS Mars quando o novo encouraçado SMS Tegetthoff foi comissionado. Os registros austríacos distinguem entre a categoria dos mais antigos ironclads broadside e os designs mais recentes usando as palavras Panzerfregatten (fragatas blindadas) e respectivamente Casemattschiffe (navios casamata).
A marinha alemã tinha dois grandes navios casamata (cerca de 8 800 toneladas) da classe Kaiser construídos em estaleiros do Reino Unido. O primeiro couraçado da marinha grega, Vasilefs Georgios (1867), também foi construído no Reino Unido; com 1 700 toneladas, era um design de casamata minimalista com apenas duas grandes armas de 9 polegadas e duas pequenas de 20 libras. Os italianos mandaram construir três navios casamatas, o Venezia, convertido do costado durante a construção, e os dois couraçados da classe Príncipe Amedeo. Chile também comprou dois do Reino Unido: Blanco Encalada e Almirante Cochrane.

A desvantagem da bateria central era que, embora mais flexível do que a lateral, cada arma ainda tinha um campo de tiro relativamente restrito e poucos canhões podiam disparar diretamente à frente. Os navios de bateria central logo foram sucedidos por navios de guerra com torres.